# Gaspare Ruina
Gaspare Ruina, meglio conosciuto come Gasparo da Corte (Ferrara, ... – Venezia, XVI secolo), è stato un architetto italiano.
Architetto del Palazzo Postaccia di Ferrara, fu autore di una celebre Creazione di Adamo.